# Eurya urophylla
Eurya urophylla är en tvåhjärtbladig växtart som beskrevs av Clarence Emmeren Kobuski. Eurya urophylla ingår i släktet Eurya och familjen Pentaphylacaceae. Inga underarter finns listade i Catalogue of Life.